# Pyrrhia purpurago
Pyrrhia purpurago är en fjärilsart som beskrevs av Jacob Hübner 1827. Pyrrhia purpurago ingår i släktet Pyrrhia och familjen nattflyn. Inga underarter finns listade.